# Sanou Nana Kané
Sanou Nana Kané, née le 26 septembre 1956 à Kati, est une femme politique malienne. 

## Carrière
Sanou Nana étudie au lycée de jeunes filles de Bamako avant de poursuivre ses études à Moscou, où elle deviendra sage-femme. Elle retourne au Mali où elle exerce à la maternité de l'hôpital Gabriel-Touré de Bamako, puis à la maternité de l'hôpital de Kati jusqu'en 1989, avant de devenir déléguée médicale. Entre-temps, elle épouse en 1975 Souleymane Kané, un mécanicien, avec lequel elle a six enfants.
Attirée par la politique lors de son séjour à Moscou, elle rejoint finalement l'Alliance pour la démocratie au Mali (Adema) en 1991. Elle quitte ce parti en 1994 pour rejoindre le Mouvement pour l'indépendance, la renaissance et l'intégration africaine (Miria). Elle est élue députée à l'Assemblée nationale aux élections législatives maliennes de 1992 ; elle est également vice-présidente de l'Assemblée nationale de 1992 à 1994. Elle se représente aux élections législatives maliennes de 1997 mais n'est pas réélue.